# Johann Georg Lippert

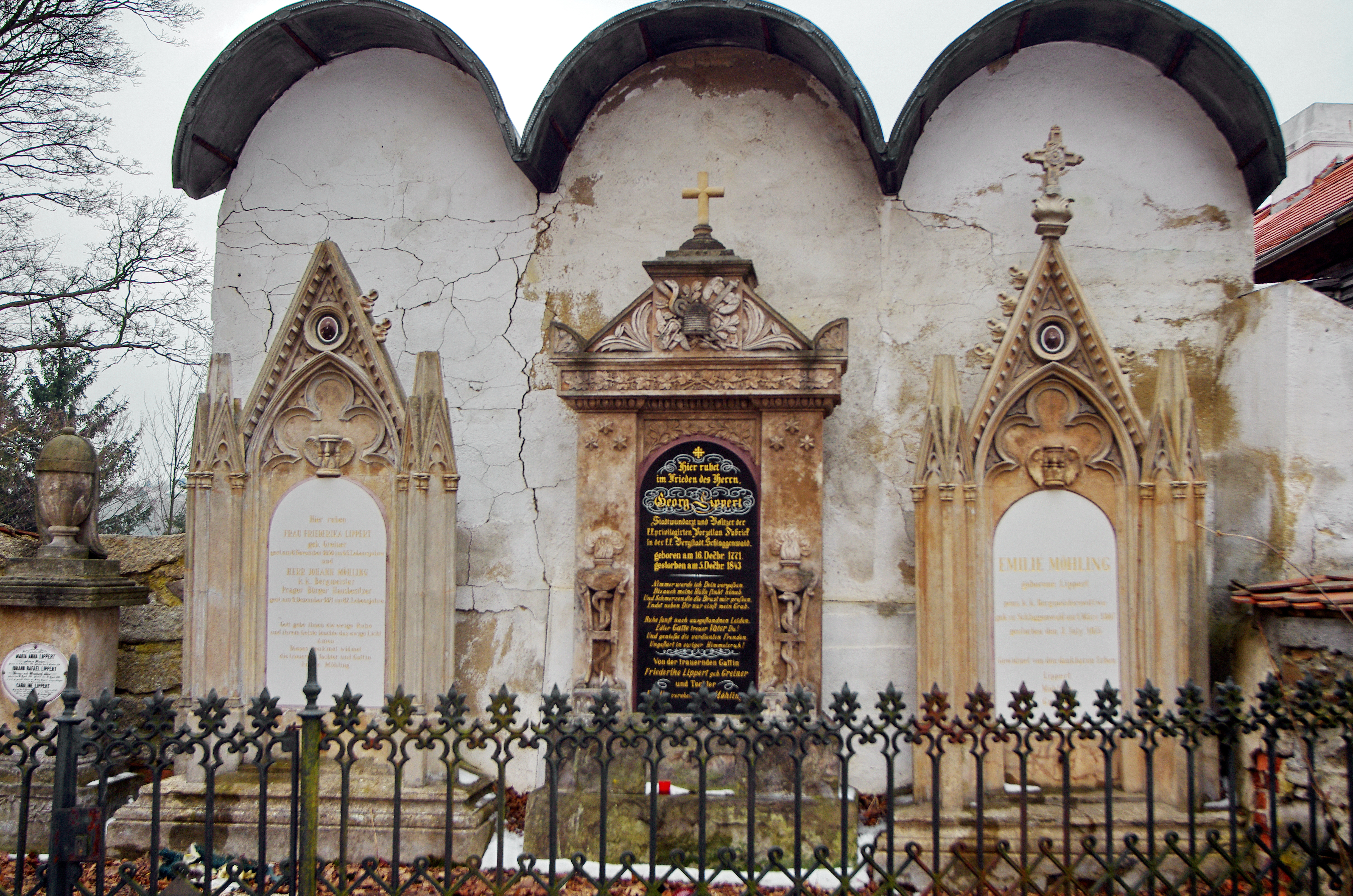
Grabsteine Georg Lipperts, seiner Frau Friederike und seiner Tochter Emilie auf dem Friedhof von Horní Slavkov

Porzellan der Firma Lippert & Haas aus den 1820er Jahren

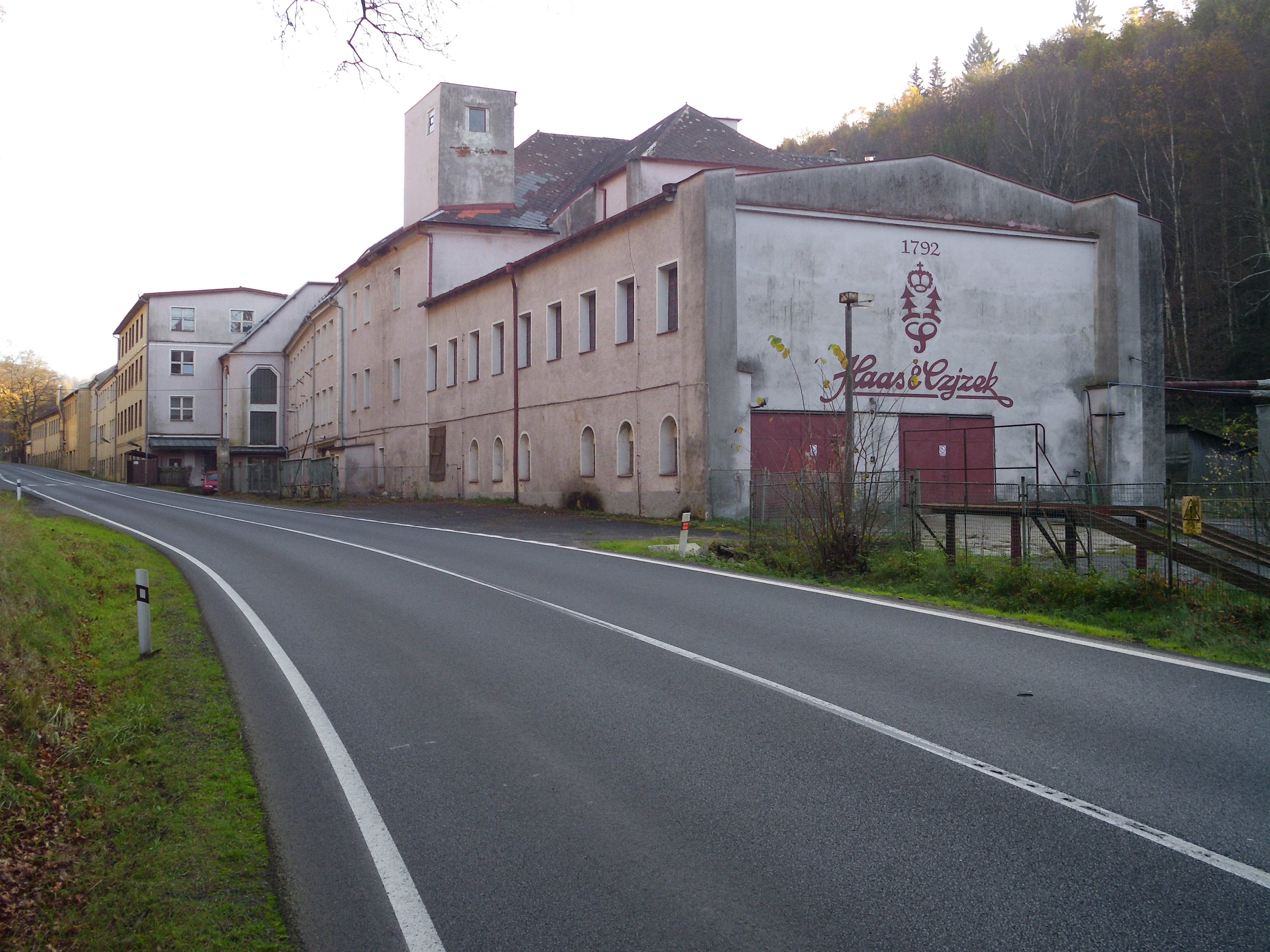
Fabrikgebäude in Horní Slavkov

Johann Georg Lippert kurz Georg Lippert (* 16. Dezember 1771 in Schlaggenwald; † 5. Dezember 1843 ebenda) war ein deutsch-böhmischer Wundarzt, Stadtphysicus und bedeutender Porzellanfabrikant.

## Leben
Er war der Sohn des Chirurgen Johann Raphael Lippert (1740–1824) und der Maria Anna geb. Mayer (1746–1796). Lippert erlernte den Beruf des Wundarztes und fungierte in Schlaggenwald als Stadtphysicus. Von seiner Schwiegermutter übernahm er 1803 die älteste böhmische Porzellanfabrik, die sie 1800 vom in wirtschaftliche Not geratenen Bergmeister von Schlaggenwald, Johann Georg Paulus, gekauft hatte. Lippert war in dieser Branche ein Neuling. Er erwarb sich seine Kenntnisse, indem er Fachleute aus der Porzellanmanufaktur Meißen heranzog. Die Porzellanerde bezog er aus den Kaolinlagerstätten in Zettlitz bei Karlsbad.
1808 erwarb Lippert für 8000 fl. die Fabrik, die damals zehn Arbeiter beschäftigte. Als Gesellschafter fungierte der Bergmeister von Schlaggenwald, Wenzel Haas. Zusammen erweiterten sie das Unternehmen, welches ab 1808 unter den Namen Lippert & Haas firmierte. Die Herstellung, die später auf Massenproduktion umgestellt wurde, konzentrierte sich überwiegend auf Tafelgeschirr, bemalte Tassen, Kannen, Zuckerdosen und Karlsbader Trinkbecher. Für die Vergoldung wurden jährlich mehrere Kilogramm eingeschmolzener Dukaten verwendet. 1812 erhielt die Firma die Landesbefugnis mit königlichem Privileg. 1827 trat der Sohn Wenzels, August Eusebius Haas, dem Unternehmen bei. Seit 1822 war Lippert durch eine Gichterkrankung auf einen Rollstuhl angewiesen, blieb jedoch Leiter des Firmensitzes in Schlaggenwald, während sein Teilhaber August Eusebius Haas in den Außenstellen tätig war.
1829 wurden die Produkte bei der Prager Gewerbeausstellung ausgezeichnet und 1835 bis 1839 bei der Gewerbeausstellung in Wien. Nach dem Tode seines Vaters 1830 übernahm August Eusebius Haas dessen Anteile. Bis 1835 wurden Niederlagen in Prag, Wien, Brünn, Linz und Bozen errichtet. 1840 beschäftigte die Firma ca. 200 Arbeiter. Nach dem Tode Lipperts 1843 erbte seine Tochter Emilie die Hälfte der Anteile, die sie wiederum 1847 für 140.000 fl. dem Gesellschafter Georg Haas von Hasenfels verkaufte.

## Familie
Johann Georg Lippert vermählte sich mit Friederike geb. Greiner (1785–1850), der Tochter des schwarzburg-rudolstädter Hofmalers und Porzellanfabrikanten Johann Andreas Greiner († 1799 in Gera) und der Porzellanfabrikantin Louise Sophie geb. Wolfahrt († 1806). Aus der Ehe ging die Tochter Emilie (1807–1875) hervor. Sie war mit dem Bergmeister und Fabrikdirektor Johann Möhling († 1871) verheiratet, der 1849 in Aich eine eigene Porzellanfabrik gründete.